# Léon Théry
Léon Théry (París, 16 de abril de 1879 - ibidem, 8 de marzo de 1909), conocido como Le Chronomètre por sus registros en las carreras, fue un piloto de automovilístico francés, vencedor en la Copa Gordon Bennett en dos ocasiones. 

## Semblanza

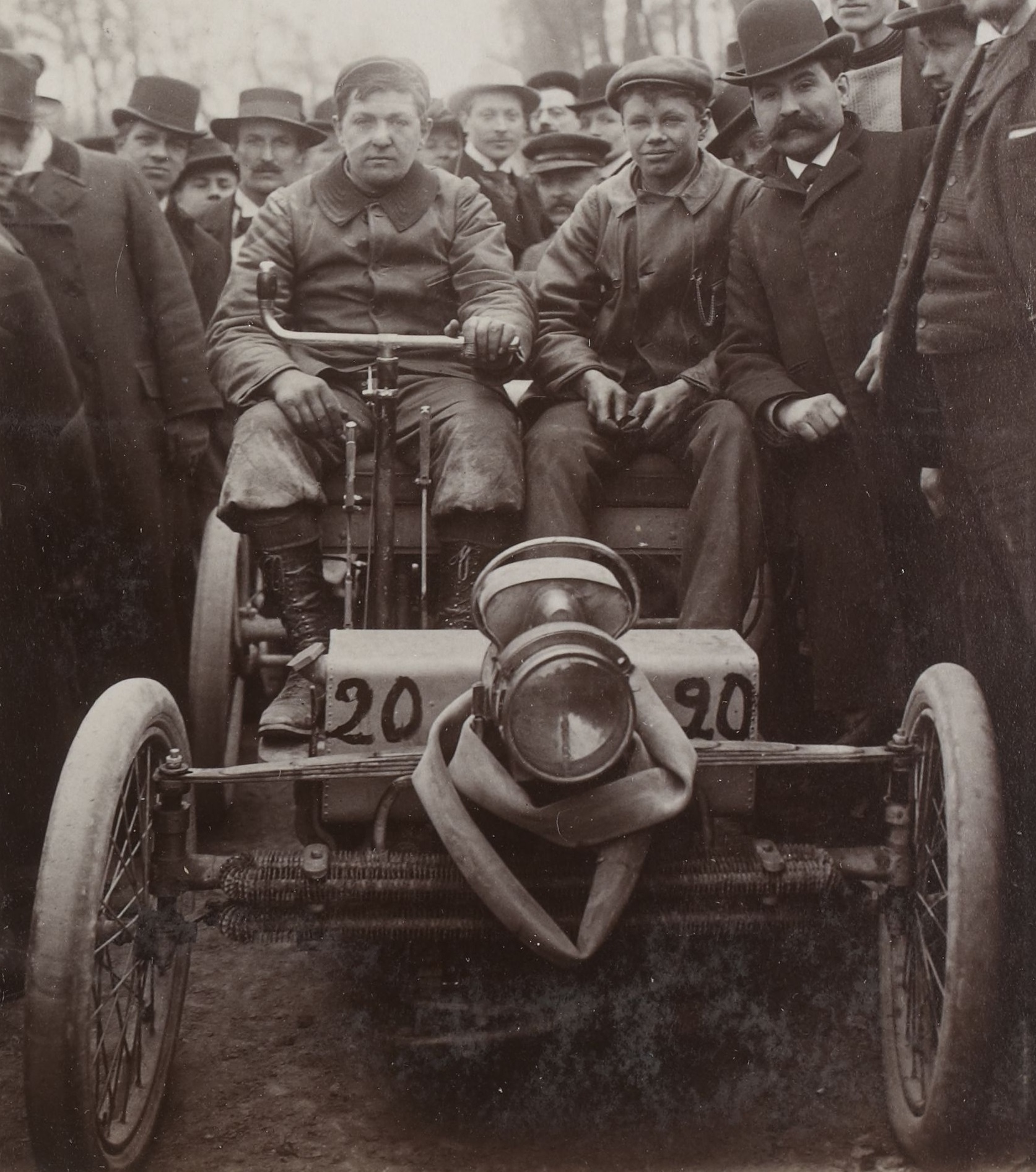
Léon Théry, ganador de la Copa de Voiturettes de 1900

Hijo del grabador Louis Eugène Théry, Léon Théry nació en la casa de sus padres en el Distrito 10 de París en 1879.
Formado como mecánico, comenzó desempeñando esta tarea con 19 años, como acompañante de un piloto en la carrera París-Ámsterdam-París en julio de 1898.
Durante una conversación con André Michelin, se le atribuye la famosa frase «Voilà Bibendum, vive Bibendum» (que daría origen al nombre del conocido muñeco de la marca de neumáticos), a pesar de que no sabía latín. 
Léon Théry disputó seis competiciones importantes al volante de automóviles de la marca Decauville entre 1899 y 1903, obteniendo con este fabricante un segundo lugar durante el primer Tour de Francia Automovilístico en la categoría de Voiturettes en 1899, una victoria contra su compatriota Dumond durante la Exposición Automovilística de Richmond el mismo año en la categoría profesional, una victoria en la Coupe des Voiturettes en 1900, seguido de un segundo lugar en el segundo Critérium des Voiturettes detrás de Louis Cottereau, así como dos éxitos durante la semana de Niza en marzo de 1900 (en la ascensión a La Turbie y en la etapa de Arlés-Salon-de-Provence).
A continuación ocupó el decimoctavo puesto en la París-Burdeos de 1901, el septuagésimo segundo en la París-Viena de 1902 (a pesar de un accidente en el paso del Arlberg) y un vigésimo sexto lugar en la trágica prueba París-Madrid de 1903. Tuvo que retirarse en la París-Burdeos de 1899 (por agotamiento y amnesia), en la París-Arrás-París de 1902 y el circuito de las Ardenas de Bastoña en 1902. 
Actualmente es reconocido por su metódica documentación de las pruebas que disputaba. Su "diario de carrera" se conserva cuidadosamente, con numerosos detalles sobre los circuitos, el estado de las carreteras, los neumáticos, la fiabilidad de los motores, el rendimiento de los automóviles... respetando tan escrupulosamente como le era posible las velocidades estimadas que había registrado en su libro de notas.

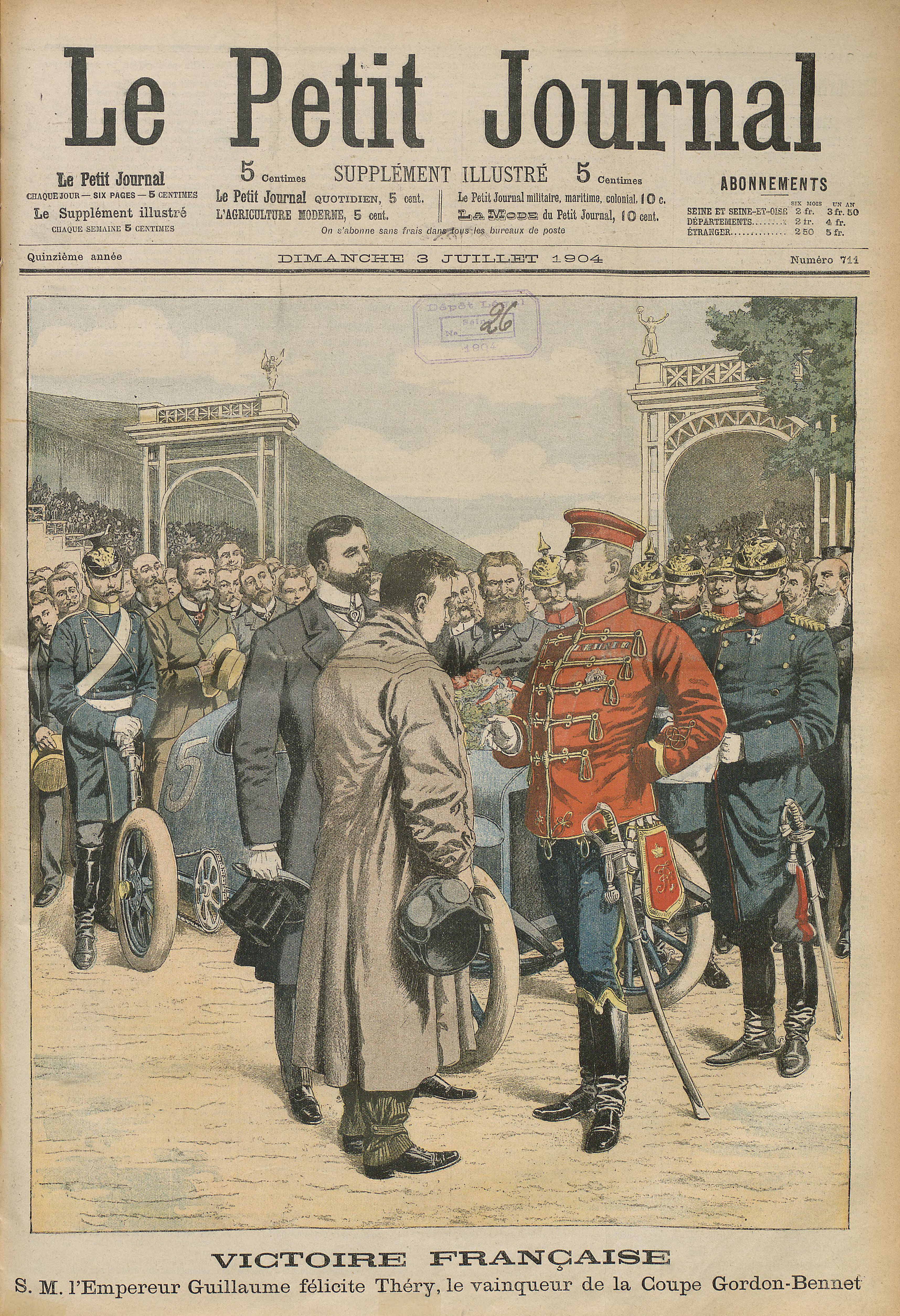
El Káiser Guillermo II felicita a Théry, ganador de la Copa Gordon Bennett (Le Petit Journal, 3 de julio de 1904)

Pronto se convirtió en el piloto estrella de la marca de automóviles del industrial Charles-Henri Brasier, y en 1904 se impuso en la carrera de las Ardenas en Champaña-Ardenas, así como por primera vez en las pruebas clasificatorias francesas de la Copa Internacional el 20 de mayo en el circuito de Argonne, a un promedio de casi 100 km/h. Ese mismo año,el 17 de junio, junto con su mecánico de a bordo Muller, ganó por primera vez la Copa Internacional Gordon Bennett disputada en el Taunus (Alemania), cerca de Bad Homburg, en una región de montaña muy boscosa. Al volante de un Richard-Brasier de 80 HP, se impuso a Camille Jenatzy (ganador en 1903) y a los representantes de ocho naciones. La carrera contó con la presencia del emperador Guillermo II. 
A su regreso a París, miles de personas lo vitorearon cuando apareció en el balcón del Automobile Club de Francia. El industrial Fernand Charron aumentó sus primas y las de sus tres mecánicos desplazados a Alemania para la ocasión; y se embarcó con Brasier para una gira de gala por América 
El 5 de julio del año siguiente se impuso en el circuito de Auvernia, cerca de Clermont-Ferrand, tras su victoria (para Francia) del año anterior. La prueba constaba de cuatro vueltas al circuito (con un total de 548 km). Pilotó un Brasier de once litros y 96 HP, venciendo en esta carrera de renombre mundial (con Muller de nuevo como mecánico) en 7 horas y 6 minutos, logrando un promedio de casi 80 km/h. Para la prueba, los neumáticos Michelin de su coche habían sido sometidos a un tratamiento especial de vulcanización. En el mismo año de 1905, Théry también ganó los Clasificatorios de la Copa Internacional de Francia por segunda vez el 16 de junio, ya en Auvernia, logrando por primera vez en el circuito Michelin el mejor tiempo de una vuelta, con un promedio de 82 km/h.

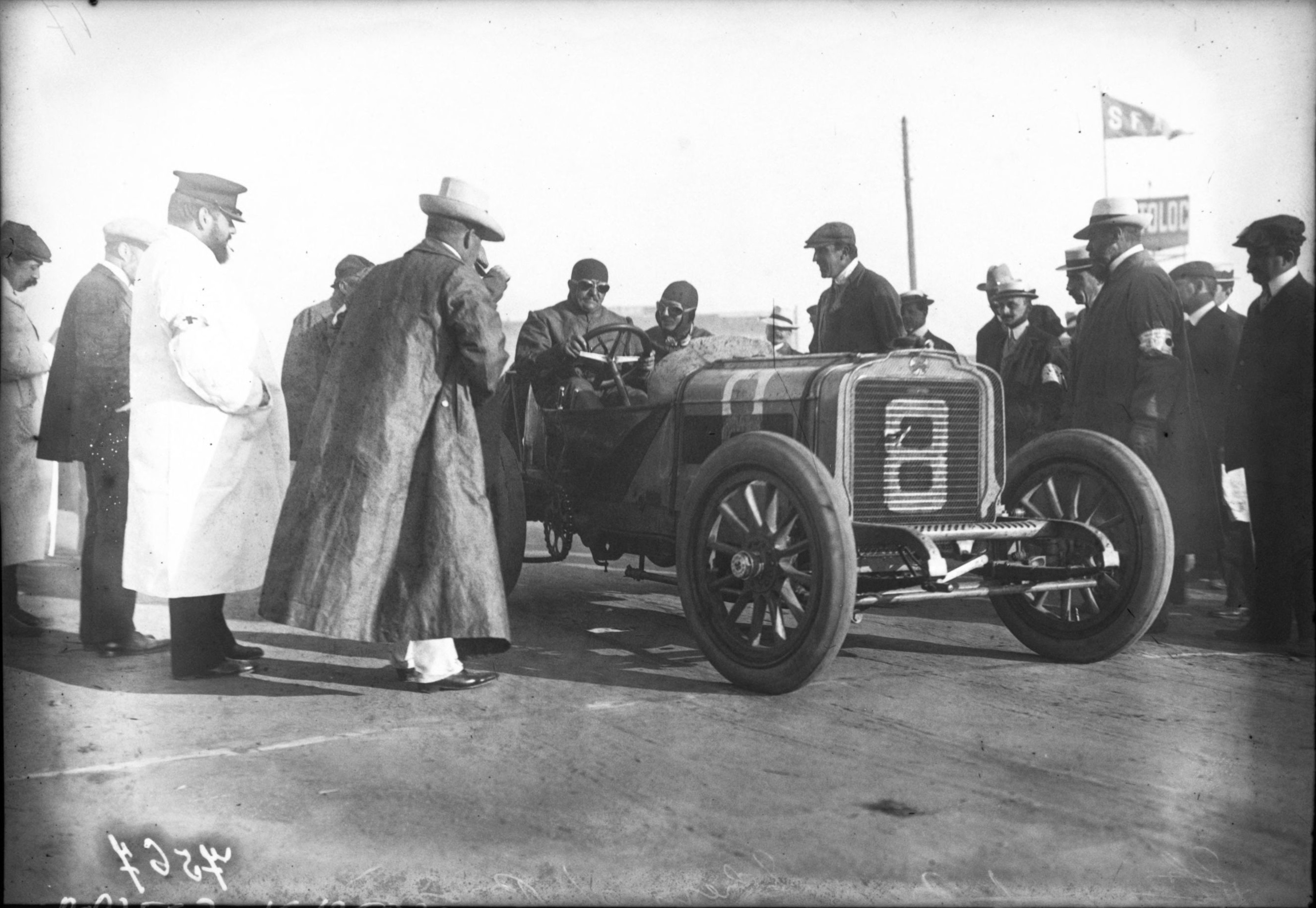
Léon Théry participó en el Gran Premio de 1908 de la ACF, pero se tuvo que retirar en la penúltima vuelta debido a un problema con una rueda

Sus dos éxitos contribuyeron a la decisión del Automobile Club de Francia de organizar un primer Gran Premio de Francia en 1908. 
Intentó organizar sin éxito su propia estructura de carreras durante dos años. Después de perder mucho dinero, debió trabajar como conductor para el reportero de La Vie au grand air durante la carrera ciclista Burdeos-París, en mayo de 1908. 
Todavía participó en un Brasier en el Gran Premio de Dieppe en 1908, un regreso a la competición promovido por Charles-Henri Brasier, a pesar del desarrollo de su enfermedad renal (un pinchazo le obligó a retirarse en la décima vuelta, mientras ocupaba la cuarta posición, cuando era el primer francés). 
Théry murió unos meses más tarde en su casa del Distrito 17 de París, tras casi treinta años padeciendo una proteinuria vinculada a una tuberculosis renal. Durante su carrera, había disputado 13 carreras en 7 temporadas (excluido el GP de Francia). 
Fue enterrado el 11 de marzo de 1909 en el Cementerio del Père Lachaise.

## Reconocimientos

Monumento a Léon Théry, inaugurado en enero de 1910

- Medalla de Oficial de la Academia en 1905 por su victoria en la Copa Bennett de 1904 disputada en Alemania, otorgada por Clémentiel (Ministro para las Colonias) en el pesaje de la edición de 1905.

- Léon Théry y Charles-Henri Brasier fueron vitoreados como héroes por las calles de París después de su segunda Copa Gordon Bennett, antes de ser recibidos en el Palacio del Elíseo por el presidente Émile Loubet.

- En 2005, para el centenario de la segunda victoria en la Copa Bennett,[16] se organizaron numerosos eventos, el servicio postal publicó para la ocasión un sello conmemorativo,[17][18] y la Moneda de París lanzó una medalla conmemorativa con Léon Théry al volante de su Brasier,[19] así como una copa de plata[20] con su medallón.[21]